# Бойківський говір

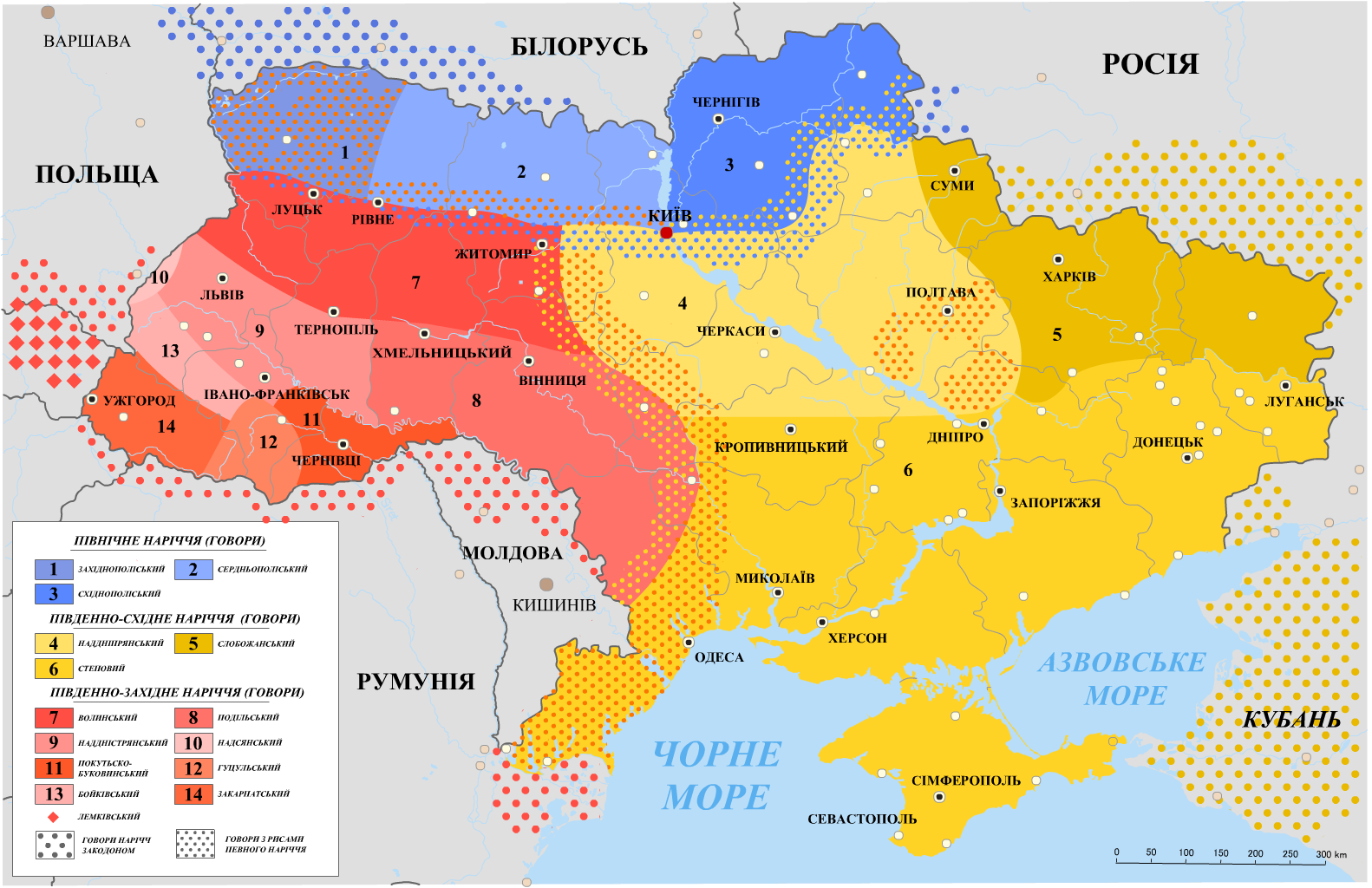
Карта українських наріч і говорів (2005)
Бойківський говір (13)

Бо́йківський го́вір (північнокарпатський, або північнопідкарпатський говір) — поширений у гірських районах Львівської та Івано-Франківської областей.
У бойківському говорі зберігаються окремі архаїчні риси Української мови. У фонетиці — діалектні варіанти фонем ы° (бы°к, вагы°), î (мы°тî), ê (тêпêр), м'які ж, ч, ш (меж'а, ч'ас, пш'оно), звукосполучення гы, кы, хы.
У морфології — сліди давнього поділу відмін за основами, наприклад: іменники чоловічого роду в родовому відмінку однини мають закінчення давньої п-основи (того дне), іменники жіночого роду у родовому відмінку однини — закінчення -е або -и давньої и-основи — кирве — кирви (крові).
У лексиці збереглися застарілі слова: головник (убивця), праще (покоління) та ін.
Елементи бойківського говору Іван Франко використав у першій редакції повісті «Петрії і Довбущуки».

## Поширення й межі

### Межі з наддністрянським говором
Межа між наддністрянським і бойківським говорами проходить трохи південніше від лінії, що проходить через населені пункти: Добромиль — Старий Самбір — Борислав — Болехів — Долина — Надвірна.
Наддністрянський говір від бойківського відмежовується ізоглосами явищ (першими при протиставленні подаються риси наддністрянського говору, другими — бойківські):
- вимова голосного звука на місці наголошеного ятя після губних приголосних: вира, звир і вєра, звєр — віра, звір;
- наявність приставного голосного в дієслові іржати: ржати і иржати — иржати[2];
- голосний звук на місці давнього наголошеного носового ę після передньоязикових приголосних: вз'єти, дєкувати, тєшко і взьити, дьикувати, тьишко — взяти, дякувати, тяшко[3];
- голосний звук на місці давнього ненаголошеного носового ę після передньоязикових приголосних: десіть, місіць — десять, місяць[4];
- голосний звук на місці давнього наголошеного носового ę після шиплячих приголосних: щістє, щєстє і щістє — щастя[5];
- голосний звук на місці давнього носового ę після приголосного р: запрєжу і запрьижу — запряжу[6];
- голосний звук на місці давнього ненаголошеного носового ę в іменнику пам'ять: памніть, пам'єть, памнєть і памнить, памньить — памнять, пам'ять;
- голосний звук на місці давнього ненаголошеного носового ę в числівнику дев'ять: дев'їть — дев'ять;
- голосний звук на місці давнього носового ę в кінцевому наголошеному складі: ягнє і ягньи — ягня;
- голосний звук на місці а в кінцевому відкритому складі після шиплячих: сажі, сажє і сажьи — сажа;
- звукова будова іменника сльоза: сльоза — слиза;
- твердий або м'який приголосний р в кінці слів: звір, косар, гончар, вівчар — звірь, косарь, гончарь, вівчарь;
- голосний звук у закінченні називного відмінка однини іменників І відміни м'якої групи: фасолі, фасолє і фасольи — фасоля;
- голосний звук у закінченні називного відмінка однини іменників середнього роду типу насіння: насіні, каміні, пірі, подвір'ї; насінє, камінє, пірє, подвірє і насіньи, каміньи, пірьи, подвірьи — насіня, каміня, піря, подвіря;
- форми називного і давального відмінків збірного іменника браття: браті і братьи — братя; братьом — братім;
- форма орудного відмінка множини іменника гість: гостєма і гостіма — го́стями і гостя́ми;
- форма називного відмінка числівника дев'яносто: дев'їдесєт і девідесєт — дев'ядесят і девядесят;
- форма 1-ї особи множини дієслів теперішнього часу: робим, ходим, несем і робимо, ходимо, несемо — робиме, ходиме, несеме і робимо, ходимо, несемо;
- частка ся: сі — ся;
- словосполучення типу вищий від батька: вищий від батька; вищий ніж батько і вищий як батько — вищий від батька;
- словосполучення іти додому: іти додому — іти домів і іти додому;
- вживання слів на позначення:
  - рубля до воза: рубель — павус, паус і павз[7]
  - грудей коня: перса, перста і грудниця — груди і грудниця[8];
  - ловити: ловити і лапати — їмати і ловити[9].

## Словники
«Словник бойківських говірок» / М.Й Онишкевич, — Київ: Наукова думка, 1984. Частина 1: А-Н. - 495 с. Частина 2: О-Я - 517 с.
Словник фіксує лексику одного з найдавніших говорів української мови, яскраво відображеного в творах української художньої літератури. Лексика локалізується в фонетичних, словотвірних, граматичних, акцентуаційних і фразеологічних варіантах. Укладений на матеріалах діалектологічних експедицій та на базі різноманітних етнографічних джерел 19-20 ст.
«Словник говірок центральної Бойківщини» / М. Д. Матіїв, — Київ — Сімферополь: Ната, 2013. — 602 с.
Словник містить слова і стійкі звороти, які записав український науковець-філолог Микола Матіїв у 32-х селах Львівської області протягом 28 років особисто шляхом опитування старожилів, представників молодшого і середнього поколінь безпосередньо на місцях їхнього постійного проживання. Подано 6450 слів та 1768 стійких одиниць і зразків усної народної творчості.
Микола Дмитрович Матіїв (нар. 1962 в селі Либохора Сколівського району Львівської області) — український науковець-філолог, кандидат філологічних наук, доцент, автор праць з ономастики, діалектології, лексикографії, автор Словника говірок центральної Бойківщини